# Crtalo
Crtalo (engl. plotter) izlazna je naprava namijenjena izradi crteža i nacrta, osobito većih dimenzija i odlične kvalitete. Sva crtala rade na načelu pomicanja pera za crtanje u odnosu na medij na kojem se crta.

## Vrste
Crtalo s nepomičnim papirom - sastoji se od nepomičnog postolja i pomičnog pera. Papir se pričvršćuje na ploču postolja tako da je nepomično priljubljeno. Pero se kreće u smjeru x osi i y osi kako bi izradilo sliku.
Crtalo s pomičnim papirom - pomiče papir tako što ga prihvaća u sustav pokretnih valjaka koji ga mogu pomicati u jednom pravcu, koji je okomit na pravac kretanja pera, koje se kreće iznad valjka. Ova vrsta crtala može izrađivati crteže velikih dimenzija, jer je moguće upotrebljavati papir u roli, tako da je dužina crteža praktički neograničena, a širina je određena dimenzijama valjka.
Rezač folije je u principu isti uređaj kao u crtalo s pomičnim papirom, s tim da umjesto se umjesto pera koristi nožić za izrezivanje PVC samoljepljive folije. Koriste se za izradu samoljepljivih natpisa. Neki proizvođači nude u prodaji olovke za iste uređaje, tako da se u tom slučaju pretvaraju u jednobojno crtalo.